# Primer contacto

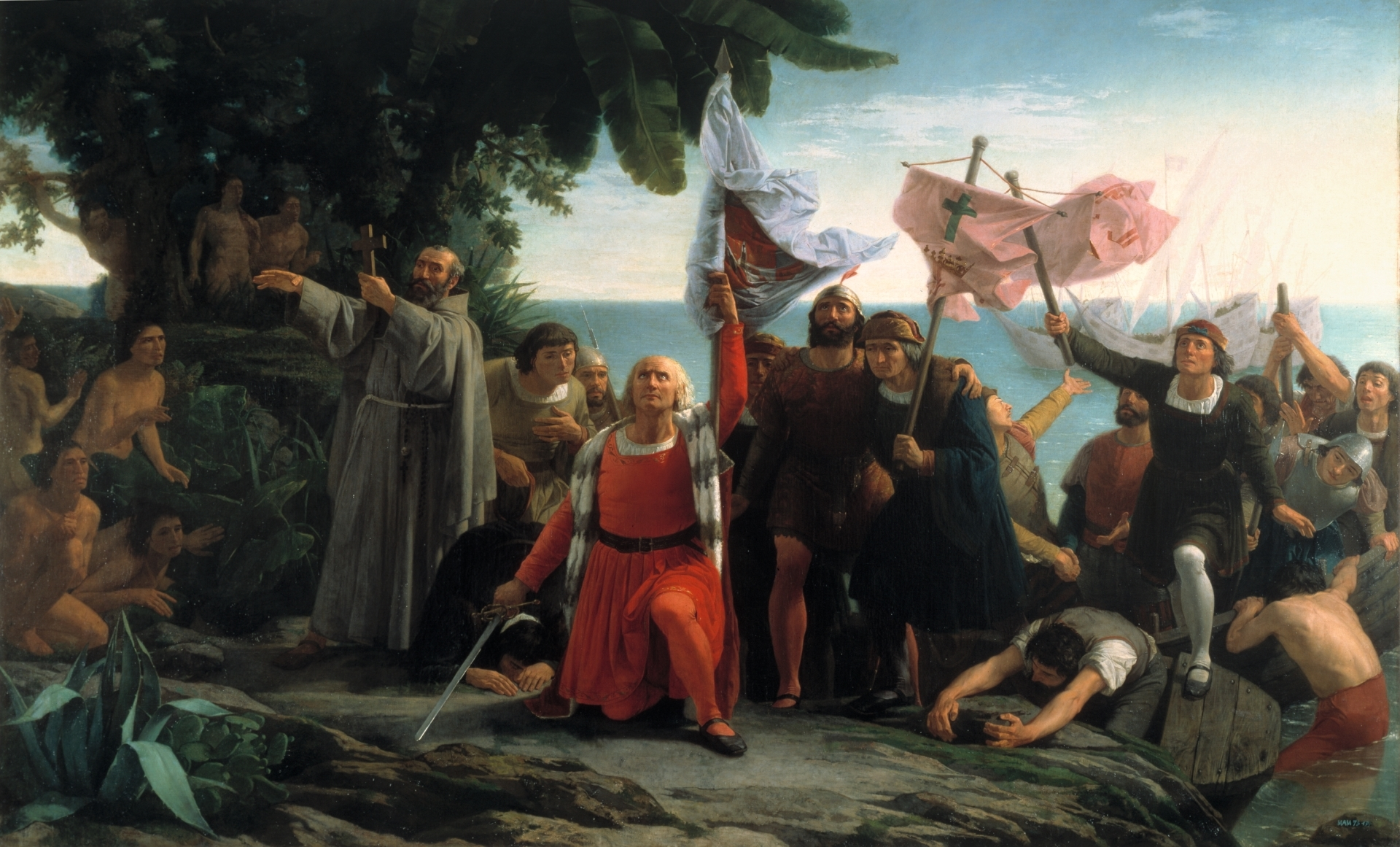
Cuadro en representación del Descubrimiento de América. Pintura de Dióscoro Puebla, (Exposición Nacional (1862), Medalla de Primera clase)

Encuentro de dos mundos es un término usado para referirse al primer encuentro entre dos culturas que desconocieran su existencia mutua. El ejemplo más conocido es el encuentro entre España y los arahuacos, que bien puede expandirse hacia el primer contacto entre Europa en general y la América precolombina en general. Para la historia anglosajona el ejemplo más destacado es el encuentro de los aborígenes australianos con europeos en 1788 cuando la Primera Flota llegó a Sídney.
A menudo se referencia a tales situaciones como un "descubrimiento", en particular por quien haya realizado el mayor esfuerzo de exploración resultante en dicho encuentro, como hicieron los británicos y Estados Unidos con la teoría jurídica que utiliza una "doctrina del descubrimiento". Generalmente es la sociedad tecnológicamente más compleja la que es capaz de viajar a nuevas regiones geográficas para hacer contacto con aquellas sociedades más aisladas y menos desarrolladas tecnológicamente. Sin embargo, como se objeta el uso de la palabra "descubrimiento" respecto de seres humanos, se suele utilizar "primer contacto" en su lugar. El término "descubrimiento" se usa para referirse a sitios geográficos.
La fascinación por el primer contacto ha experimentado muchas transformaciones desde la Era de los Descubrimientos, una de las primeras narrativas sobre el contacto con las Diez Tribus Perdidas y Prester John, y continúa hoy como un tropo en la ciencia ficción sobre el descubrimiento extraterrestre, además de manifestarse en exploración espacial contemporánea (por ejemplo, la placa Pioneer).

## Consecuencias
El registro histórico indica que cuando una cultura está significativamente más avanzada tecnológicamente que la otra, este lado se verá favorecido por la naturaleza disruptiva del conflicto, a menudo con consecuencias nefastas para la otra sociedad, pero la introducción de enfermedades juega un papel fundamental en el proceso. Los pueblos más aislados que vivían en territorios más amplios en baja densidad sucumbieron a las enfermedades traídas desde la densidad comparativamente más alta de Europa. Las poblaciones indígenas simplemente no habían tenido tiempo de desarrollar inmunidad a las enfermedades extranjeras, todas las cuales se introdujeron a la vez, a las cuales las poblaciones europeas más urbanizadas habían tenido muchos años para desarrollar alguna inmunidad poblacional.
El resultado posterior a un primer contacto puede ser la paz o la guerra, dependiendo entre otras cosas del contexto interno de cada participante al momento del mismo y de su desarrollo tecnológico comparado.

## Historia
Mucho antes de los pueblos no contactados contemporáneos, hubo muchos más casos de comunidades y estados aislados unos de otros, a veces con un conocimiento escaso de los demás y un contacto deficiente.
Uno de esos casos es el escaso contacto formal entre Europa y China a lo largo de la larga historia del comercio de la Ruta de la Seda y el contacto posterior con el Imperio Mongol. La frustración por la falta de contacto dio lugar a la caracterización de China como aislacionista, y después de ser identificada con la Gran India y las potencias europeas tanto Preste Juan, como el príncipe portugués Enrique el Navegante, intentó llegar a la aislada Gran India hacia el oeste. Esto hizo que las potencias coloniales identificaran a las Américas como las Indias Occidentales como parte de la Gran India y pueblos indígenas de las Américas incorrectamente como "indios". Este contacto ha sido llamado "descubrimiento" unilateral, como en el caso de la doctrina del descubrimiento, y reinventado contemporáneamente por narrativas del primer contacto más allá de la Tierra encontrando su camino hacia la exploración espacial real (por ejemplo, la placa Pioneer). Se ha argumentado que para el colonialismo esta búsqueda de contacto resultó ser un elemento crucial para ganar control sobre el conocimiento y la representación del otro, fetichizando y objetivando el contacto y su lugar en la frontera.dibujando una larga historia de contacto unilateral hasta hoy con los pueblos indígenas y específicamente los pueblos aislados.

## Ejemplos notables
Se han producido numerosos casos importantes de primer contacto sin grabaciones contemporáneas detalladas en Eurasia y África, incluidas las invasiones de Alejandro Magno desde Persia a la India en 330 a. C. y el establecimiento de relaciones romano-chinas en el siglo II d. C. Sin embargo, las rutas comerciales bien establecidas desde tiempos prehistóricos significaron que muchas de las culturas habrían sido conscientes de la otra antes de conocerse.
| Año   | Fecha           | Indígenas                     | Nombre                     | Grupo explorador                              | Ubicación                     | País                   | Descripción del primer contacto |
| ----- | --------------- | ----------------------------- | -------------------------- | --------------------------------------------- | ----------------------------- | ---------------------- | --- |
| ~1000 | Desconocida     | Beothuk                       | Leif Erikson               | Vikingos                                      | L'Anse aux Meadows            | Vinland, actual Canadá | Asentamiento vikingo establecido en L'Anse Aux Meadows aproximadamente en el año 1000 d. C. Los vikingos se referían a los indígenas como Skræling, que en realidad eran probablemente los proto-Beothuk, con los que tenían contacto. Se debate si este contacto fue pacífico o violento. Las estimaciones arqueológicas para la población nórdica de L'Anse aux Meadows van de 30 a 120 personas. |
| 1492  | 12 de octubre   | Taíno, Galibi y Ciboney, etc. | Cristóbal Colón            | Imperio Español                               | Desconocido                   | Bahamas y Cuba         | Permiso amistoso para dejar a 39 hombres.[cita requerida] |
| 1595  | 21 de julio     | Polinesios                    | Álvaro de Mendaña de Neira | Imperio Español                               | Islas Marquesas               | Polinesia Francesa     | Inicialmente amigable, pero se volvió violento en el primer encuentro y provocó 200 muertes locales en las primeras dos semanas. |
| 1642  | 19 de diciembre | Ngāti Tūmatakōkiri            | Abel Tasman                | Compañía Neerlandesa de las Indias Orientales | Región de Tasman              | Nueva Zelanda          | Cuatro holandeses muertos, un maorí herido, ninguna otra comunicación. |
| 1788  | 21 de enero     | Cadigal yBidjigal etc.        | Primera Flota              | Gran Bretaña                                  | Sídney                        | Australia              | Amable, reservado, un aborigen probablemente abatido. |
| 1791  | 29 de noviembre | Moriori                       | William Robert Broughton   | Gran Bretaña                                  | Isla Chatham                  | Nueva Zelanda          | Manifestaciones de agresión de los Moriori seguidas rápidamente de relaciones pacíficas. Luego, una pelea que llevó a la muerte de un Moriori. |
| 1930  |                 | Papúes                        | Mick Leahy                 | Australianos                                  | Tierras Altas de Nueva Guinea | Papúa Nueva Guinea     | Amistosos, algunos habitantes de las Tierras Altas pensaron que eran antepasados e intentaron quitarles la piel blanca. |